# セントピーターズバーグ (フロリダ州)
セントピーターズバーグ（St. Petersburg）は、アメリカ合衆国フロリダ州西海岸に位置する都市。地元ではセント・ピート（St. Pete）と呼び表すことが多い。人口は25万8308人（2020年）で、ジャクソンビル、マイアミ、タンパに続いて州第4の都市である。近隣のタンパやクリアウォーターとともにタンパ湾に面した地域でタンパベイ・エリアと呼ばれる人口280万人の都市圏を形成している。
1年を通じて穏やかで温暖な気候であることから、同市は観光・保養都市として、また引退後の転居先として人気が高い。一方、政治的には共和党と民主党の勢力が拮抗しており、アメリカ大統領選挙において重要な地域のひとつである。

## 歴史
セントピーターズバーグは、デトロイト出身のジョン・C・ウィリアムズ（John C. Williams）とロシア人移民のピーター・デメンズ（Peter Demens）の2名によって創設された。ウィリアムズは1876年に土地を購入した一方で、デメンズはこの地に鉄道を引き、ターミナルを設けた。1892年2月29日にセントピーターズバーグは正式な市となった。当時の人口はわずか300人であった。
市名はデメンズの出身地であるサンクトペテルブルクにちなんで名付けられた。地元の言い伝えでは、ウィリアムズとデメンズがコイントスをし、勝ったデメンズが市を名づける権利を獲得し、故郷にちなんだ名をつけたと言われている。一方、ウィリアムズもまた、セントピーターズバーグ最初のホテルに自分の出身地の名を冠し、「デトロイト・ホテル」と名付けた。現在でもデトロイト・ホテルはダウンタウンで営業している。
なお、セントピーターズバーグとは「聖ペトロの町」の意味で、同名の町が全米各所にある。（「トム・ソーヤーの冒険」のトムの住む町もこの名前だが、こちらは架空の地名。作者マーク・トウェインが生まれ育ったミズーリ州ハンニバルがそのモデルといわれる）
1899年、ノースカロライナ州ニューポート出身のヘンリー・W・ヒッブズ（Henry W. Hibbs）は鉄道の埠頭の近くで魚の卸売りを始めた。ヒッブズの事業は成功し、1年たたないうちに1日450kg以上の魚を取り扱うようになった。また、この事業はセントピーターズバーグにとっても初めて発達した産業であった。
1906年から1910年代にかけてより深い運河の掘削が進み、セントピーターズバーグの港はさらに発展した。その間に市の人口は4倍に増え、1910年には4,127人を数えた。
1914年には、エアボート・ライン社により、対岸のタンパとの間に航空機の便が設けられた。パイロットを務めたのはトニー・ジャニュス（Tony Jannus）であった。ジャニュスは1916年に黒海での航空機テスト中に事故死した。1924年、タンパ湾に橋が架けられるとセントピーターズバーグとタンパとの間の交通機関は自動車に取って代わられ、この2都市間の航空路はなくなった。
20世紀中も市の人口は増え続けた。1970年代以降、市は寒い中西部からのリタイア層が移住する地として人気が高まり、人口の増加を促した。1980年には人口238,647人を数えた。しかしその後は市内に開発の余地がなくなってきたことから、人口増加のペースが鈍化傾向にある。
2024年10月9日、ハリケーン・ミルトンが接近し、ドーム球場であるトロピカーナ・フィールドの屋根が崩壊するなどの被害が発生した。

## 地理
市はタンパ湾とメキシコ湾に挟まれた半島の先端に位置する。本土（とは言ってもフロリダ自体が半島である）とは北側でつながっている。湾を挟んだ東側にタンパ市が位置している。タンパとセントピーターズバーグとはタンパ湾に架かる長い橋で結ばれている。また半島から南側にも橋が架かっており、この橋によってブレイデントンと結ばれている。
アメリカ合衆国統計局によると、セントピーターズバーグは総面積344.7km²（133.1mi²）である。このうち154.4km²（59.6mi²）が陸地で190.2km²（73.4mi²）が水域となっている。総面積の55.19%が水域となっている。
セントピーターズバーグでは年間の晴天日数が360日におよぶ。そのため、The Sunshine Cityという別名を持っている。こうした穏やかで温暖な気候ゆえにセントピーターズバーグは人気の高い観光・保養都市となっており、リタイア層も多く住んでいる。ケッペンの気候区分ではCfa（温暖湿潤気候）に属するが、実際は熱帯に近い、いわゆる亜熱帯と呼ばれる気候である。

## 教育
南フロリダ大学はセントピーターズバーグ校を持っている。市内9ヶ所にキャンパスを構え、約65,000人の学生を抱えるセントピーターズ大学（St. Petersburg College）はもとはセントピーターズバーグ短期大学（St. Petersburg Junior College）というコミュニティ・カレッジであったが、2001年に4年制大学に移行、学士の学位授与を始め、それに伴って現在の名称に改称した。市の南端に位置するエッカード大学は小規模なリベラルアーツ・カレッジである。ポインター学院（Poynter Institute）はジャーナリズムの専門学校で、地元の有力な新聞社であるセントピーターズバーグ・タイムズ社（St. Petersburg Times）と提携し、ジャーナリストやジャーナリズムの教師を養成している。

## 交通
郊外にセントピート・クリアウォーター空港（en:St. Pete–Clearwater International Airport）がある。国内線のみだが就航路線が多く利便性は高い。アレジアント・エアが拠点としている。

## 市内の名所

### ダウンタウン
セントピーターズバーグのダウンタウンには画廊や各種エンターテイメント施設が点在している。
ダウンタウンに立地するショッピングモール、ベイウォーク（Baywalk）は多数の専門店やチェーン系レストランを抱え、20のスクリーンを有する映画館、ムービコ（Muvico）を併設している。グレート・エクスプロレーションズ（後述）の隣にはサンクン・ガーデンズ（Sunken Gardens）という植物園がある。同園の周辺、4thストリート沿いは開発が進められている地区であり、飲食店が軒を連ねている。リングサイド・カフェ（Ringside Cafe）では、様々なアーティストによるブルースの演奏が毎晩行なわれ、地元では良く知られたナイトスポットになっている。
10月から翌年の4月にかけては、ダウンタウンでは毎週土曜日にファーマーズ・マーケット（農産品市）が開かれる。ファーマーズ・マーケットでは地元農家による農産品の販売のみならず、音楽のライブ演奏やバーベキューが行なわれ、各種芸術家も集まる。

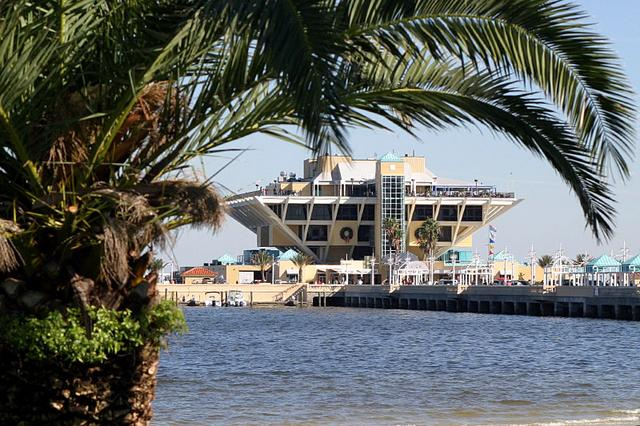
セントピーターズバーグ・ピア

### セントピーターズバーグ・ピア
タンパ湾に突き出すセントピーターズバーグ・ピアは水族館や各種ショップ、レストランなどを抱える複合観光施設となっている。タンパ湾の観光船もセントピーターズ・ピアから出航する。また、ボートを借りたり、チャーターしたりすることもできる。
セントピーターズバーグ・ピアにはバウンティ号のレプリカが停泊している。このレプリカは2006年公開のディズニー映画、パイレーツ・オブ・カリビアン/デッドマンズ・チェストの撮影で使われた。この「バウンティ号」の内部は有料で見学することができる。

### 博物館・美術館
- グレート・エクスプロレーションズ（Great Explorations） - 子供向けの博物館。展示物に触れることができ、インタラクティブに学べる。ダウンタウンの北に立地する。
- セントピーターズバーグ美術館（Museum of Fine Arts）
- セントピーターズバーグ歴史博物館（History Museum）
- フロリダ国際博物館（Florida International Museum） - キューバ危機に関する展示物を展示している。
- ホロコースト博物館（Holocaust Museum）
- サルバドール・ダリ美術館（Salvador Dalí Museum） - ダリの作品群を展示。ヨーロッパ以外では最大のコレクションを誇る。

## スポーツ
| チーム名                       | 競技                   | リーグ                           | スタジアム                           |
| ------------------------------ | ---------------------- | -------------------------------- | ------------------------------------ |
| タンパベイ・バッカニアーズ     | アメリカンフットボール | NFL - NFC                        | レイモンド・ジェームス・スタジアム   |
| タンパベイ・ライトニング       | アイスホッケー         | NHL - イースタン・カンファレンス | セント・ピート・タイムズ・フォーラム |
| タンパベイ・レイズ             | 野球                   | MLB - アメリカン・リーグ         | トロピカーナ・フィールド             |
| タンパベイ・ローディーズ       | サッカー               | USL                              | アル・ラング・スタジアム             |
| タンパベイ・ストーム           | アリーナフットボール   | AFL                              | セント・ピート・タイムズ・フォーラム |
| タンパベイ・ストロングドックズ | バスケットボール       | ABA                              | 未定                                 |

タンパ湾エリアのスポーツチームのうち、メジャーリーグベースボールのタンパベイ・レイズはセントピーターズバーグ市域内のトロピカーナ・フィールドを本拠地としている。レイズは1998年に「タンパベイ・デビルレイズ」の名称で設立されたチームだが、成績は下位を低迷し同年に設立されたアリゾナ・ダイヤモンドバックスに大きく水をあけられる状態が続いていた。そこで2008年シーズンよりチーム名からデビルを外し「レイズ」に改称、チームとして初のワールドシリーズ出場を果たした。
トロピカーナ・フィールドは1999年のNCAA男子バスケットボールトーナメントのファイナル4（準決勝・決勝）が行なわれた場所でもある。この年のファイナル4には優勝したコネチカット大学、準優勝のデューク大学のほか、激戦区のビッグ・テン・カンファレンスで優勝したミシガン州立大学（準決勝でデューク大学に敗退）、低迷から一転、31年ぶりのファイナル4進出を果たしたオハイオ州立大学（準決勝でコネチカット大学に敗退）がそれぞれ進出した。
モータースポーツにおいては2005年よりインディカーのレースが開かれている。このレースはシリーズ初の市街地コースで、F1のモナコグランプリのように市街地の公道をサーキットにして競われる。市内の通りはレースのために通行止めとなる。
また、セントピーターズバーグは、あらゆる競技において有力なスポーツ選手を数多く生み出してきた地でもある。

## 人口動勢
以下は2000年国勢調査における人口統計データである。
| 基礎データ - 人口: 248,232人 - 世帯数: 109,663世帯 - 家族数: 61,630家族 - 人口密度: 1,607.3人/km²（4,163.1人/mi²） - 住居数: 124,618軒 - 住居密度: 806.9軒/km²（2,090.0軒/mi²） 人種別人口構成 - 白人: 71.36% - アフリカ系アメリカ人: 22.36% - ネイティブ・アメリカン: 0.31% - アジア人: 2.67% - 太平洋諸島系: 0.05% - その他の人種: 1.07% - 混血: 2.17% - ヒスパニック・ラテン系: 4.23% 年齢別人口構成 - 18歳未満: 21.5% - 18-24歳: 7.7% - 25-44歳: 30.2% - 45-64歳: 23.1% - 65歳以上: 17.4% - 平均年齢: 39歳 - 性比（女性100人あたり男性の人口） - 総人口: 91.2 - 18歳以上: 87.7 | 世帯と家族（対世帯数） - 18歳未満の子供がいる: 24.0% - 結婚・同居している夫婦: 38.3% - 未婚・離婚・死別女性が世帯主: 13.8% - 非家族世帯: 43.8% - 単身世帯: 35.6% - 65歳以上の老人1人暮らし: 13.1% - 平均構成人数 - 世帯: 2.20人 - 家族: 2.88人 収入と家計 - 収入の中央値 - 世帯: 34,597米ドル - 家族: 43,198米ドル - 性別 - 男性: 30,794米ドル - 女性: 25,860米ドル - 人口1人あたり収入: 21,107米ドル - 貧困線以下 - 対人口: 13.3% - 対家族数: 9.2% - 18歳未満: 19.1% - 65歳以上: 10.8% |

## 姉妹都市・双子都市
セントピーターズバーグは以下の2都市と提携を結んでいる。

### 双子都市
- サンクトペテルブルク（ロシア・英語名が同一のため「双子都市（twin city）」と称する）
- イスラ・ムヘーレス（英語版）（メキシコ）

### 姉妹都市
- 高松市（日本）
- フィゲラス（スペイン）